# Anemia warmingii
Anemia warmingii là một loài dương xỉ trong họ Anemiaceae. Loài này được Prantl mô tả khoa học đầu tiên năm 1881.